# Aronde
Die Aronde (wörtlich übersetzt: Schwalbe) ist ein Fluss in Frankreich, der im Département Oise in der Region Hauts-de-France verläuft. Sie entspringt im Gemeindegebiet von Montiers, entwässert generell in südöstlicher Richtung und mündet nach rund 26 Kilometern unterhalb von Clairoix als rechter Nebenfluss in die Oise. Etwa 500 Meter unterhalb der Mündungsstelle mündet von der anderen Seite der Fluss Aisne in die Oise.

## Orte am Fluss
- Montiers
- Wacquemoulin
- Moyenneville
- Gournay-sur-Aronde
- Braisnes-sur-Aronde
- Monchy-Humières
- Coudun
- Bienville
- Clairoix